# بنگرز
بنگرز (به انگلیسی: Bangerz) چهارمین آلبوم از هنرمند اهل ایالات متحده آمریکا مایلی سایرس است که در ۴ اکتبر ۲۰۱۳ منتشر شد. Bangerz مخفف کلمه Gangbangers می‎باشد که به معنای گانگسترها است.
این آلبوم در چارت‌های اسکاتلند، ایرلند، نروژ، استرالیا، آمریکا، مکزیک، بریتانیا، در رتبه اول و در چارت‌های ایتالیا، فرانسه، آلمان، اسپانیا، هلند، دانمارک، سوئد، سوئیس، نیوزلند، پرتغال، اتریش، فلاندرز، یونان، جزو ده آلبوم اول قرار گرفت.